# Gène fonctionnel
En écologie, un gène fonctionnel est un gène codant une protéine impliquée dans la réalisation d'une fonction écosystémique.
Il s'agit par exemple de gènes bactériens codant des enzymes causant des réactions d'oxydation ou d'hydrolyse impliquées dans les cycles biogéochimiques, comme l'hydrolyse des protéines, la nitrification ou la dénitrification.